# Văn hóa Nhị Lý Đầu
Văn hóa Nhị Lý Đầu (giản thể: 二里头文化; phồn thể: 二里頭文化; bính âm: Èrlǐtóu Wénhuà) là tên gọi được các nhà khảo cổ học đặt cho một xã hội đô thị đầu thời đại đồ đồng có niên đại xấp xỉ từ 1900 TCN đến 1500 TCN. Nền văn hóa này được đặt tên theo một di chỉ được phát hiện tại thôn Nhị Lý Đầu thuộc quận Yển Sư, tỉnh Hà Nam, phổ biến rộng rãi trên địa bàn nay thuộc hai tỉnh Hà Nam và Sơn Tây, và sau đó lan đến các vùng nay thuộc các tỉnh Thiểm Tây và Hồ Bắc. Các nhà khảo cổ học Trung Quốc thường xác định văn hóa Nhị Lý Đầu thuộc về triều Hạ, song không có các bằng chứng, như văn tự, để xác nhận mối liên hệ này.

## Di chỉ Nhị Lý Đầu

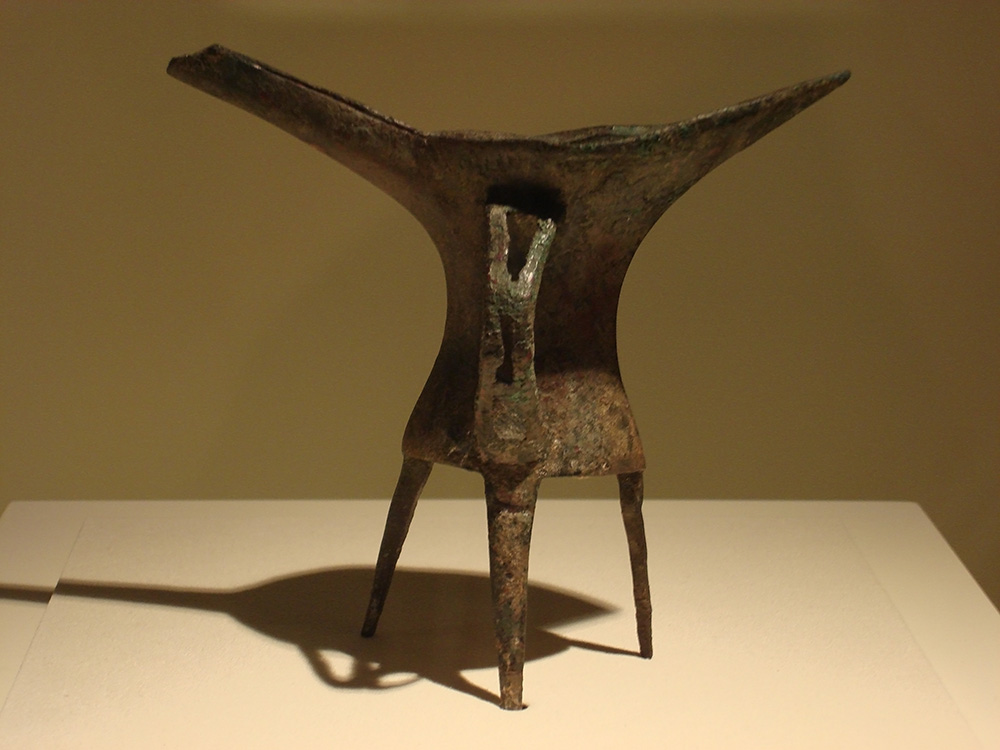
Tước (bình đựng rượu) bằng đồng

Văn hóa Nhị Lý Đầu có thể phát triển trên nền tảng văn hóa Long Sơn. Ban đầu, nền văn hóa này tập trung tại khu vực hai tỉnh Hà Nam và Sơn Tây, sau đó lan đến các tỉnh Thiểm Tây và Hồ Bắc. Sau khi văn hóa Nhị Lý Cương nổi lên, di chỉ Nhị Lý Đầu suy giảm về quy mô song vẫn có người cư trú.
Di chỉ Nhị Lý Đầu được Từ Húc Sinh phát hiện vào năm 1959, đây là di chỉ lớn nhất có liên hệ với văn hóa Nhị Lý Đầu, với các tòa cung điện và xưởng luyện đồng. Nhị Lý Đầu là nơi duy nhất sản xuất bình tế bằng đồng thanh vào đương thời. Đô thị nằm ven sông Y, một chi lưu của sông Lạc- đổ vào Hoàng Hà. Đô thị có kích thước 2,4 km × 1,9 km; tuy nhiên do lũ lụt tàn phá nên chỉ còn lại 3 km2 (1,2 dặm vuông Anh). Văn hóa Nhị Lý Đầu được chia thành 4 thời kỳ, mỗi thời kỳ kéo dài khoảng 1 thế kỷ.
Trong thời kỳ thứ nhất, với diện tích 100 ha (250 mẫu Anh), Nhị Lý Đầu phát triển nhanh chóng, trở thành một trung tâm khu vực, song chưa phải là nền văn minh đô thị.
Đô thị hóa bắt đầu trong thời kỳ thứ 2, với diện tích mở rộng lên 300 ha (740 mẫu Anh). Một khu vực cung điện rộng 12 ha (30 mẫu Anh) được bốn con đường phân định. Nó bao gồm Cung điện số 3 có kích thước 150x50 m, gồm ba sân dọc theo một trục dài 150 mét, và Cung điện số 5. Một xưởng đúc đồng được thiết lập ờ phía nam tổ hợp cung điện.
Khu đô thị đạt đến đỉnh cao vào thời kỳ thứ 3, có thể có 18.000 - 30.000 cư dân. Tổ hợp cung điện được bao quanh bằng một bức tường đắp bằng đất dày 2 mét, các Cung điện 1, 7, 8, 9 được xây dựng. Các cung điện 3 và 5 bị bỏ và bị thay thế bằng 4200 m² Cung số 2 và Cung số 4.
Sơ đồ móng cung điện và Đại Môn của Nhị Lý Đầu (tiền thân của Ngọ Môn tại các cung điện Trung Hoa sau này) được định vị đông tây nam bắc khá chuẩn, sai số chỉ 5 độ góc, chứng tỏ người thời đó đã nắm khá vững thiên văn, có niên lịch và sử dụng đồng hồ mặt trời đo thời gian.
Thời kỳ thứ 4 trước đây được xem là thời kỳ suy giảm, song các khai quật gần đây thể hiện rằng việc xây dựng vẫn tiếp tục. Cung điện số 6 được xây dựng như một phần mở rộng của Cung điện số 2, các Cung điện số 10 và 11 được xây dựng. Thời kỳ thứ 5 gối lên hạ kỳ của văn hóa Nhị Lý Cương (1600–1450 TCN). Khoảng 1600 TCN, một khu đô thị có tường bao bọc được xây dựng tại Yển Sư, cách Nhị Lý Đầu khoảng 6 km về phía đông bắc.
Việc sản xuất đồ bằng đồng và các mặt hàng tinh hoa khác chấm dứt vào cuối thời kỳ thứ 4, đồng thời với việc khu đô thị ở Trịnh Châu thuộc văn hóa Nhị Lý Cương được hình thành, cách đó 85 km (53 mi) về phía đông. Không có bằng chứng sự phá hủy là do hỏa hoạn hoặc chiến tranh, song vào thượng kỳ văn hóa Nhị Lý Cương (1450–1300 BCE) tất cả các cung điện bị bỏ hoang, và Nhị Lý Đầu suy giảm thành một thôn rộng 30 ha (74 mẫu Anh).

## Liên quan với các ghi chép cổ

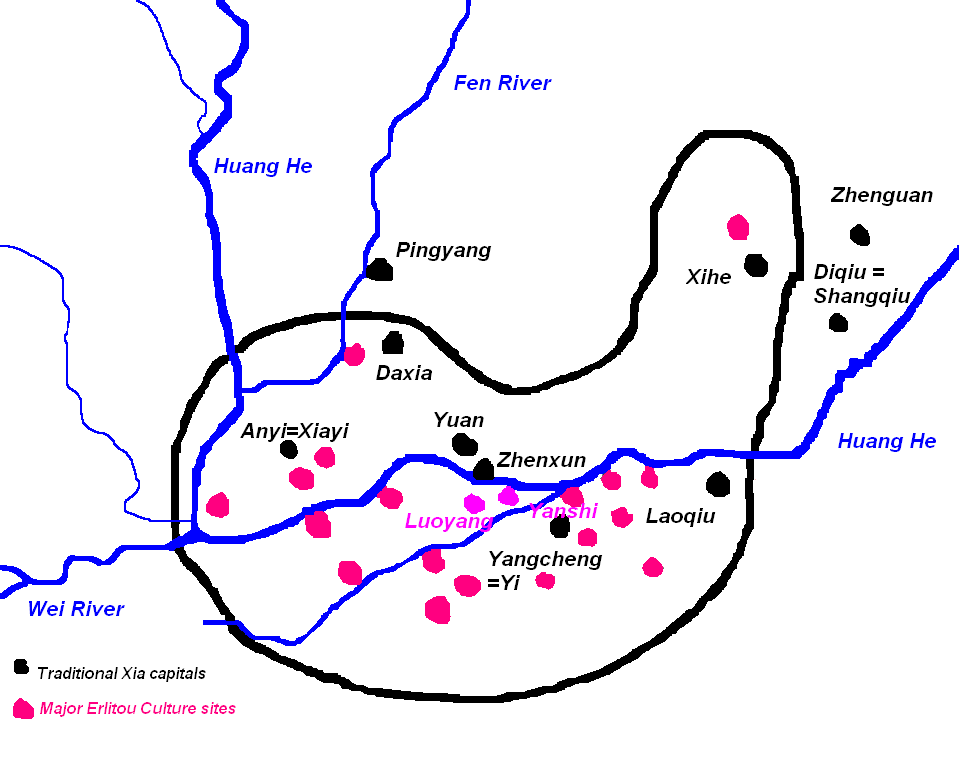
Văn hóa Nhị Lý Đầu

Một mục tiêu chính của ngành khảo cổ học Trung Quốc là tìm kiếm thủ đô của các triều đại Hạ và Thương, vốn được mô tả trong các thư tịch cổ là nằm ở thung lũng Hoàng Hà. Những điều này được ghi chép trong các thư tịch rất lâu sau đó như Trúc thư kỷ niên (khoảng 300 TCN) và Sử ký (thế kỷ 1 TCN), và tính lịch sử của chúng, đặc biệt là phần liên quan đến triều Hạ, bị nhiều học giả nghi ngờ. Việc phát hiện ra giáp cốt văn ở Ân Khư thuộc An Dương khẳng định rằng đây là kinh đô cuối cùng của triều Thương, song những chứng cứ như vậy không được tìm thấy trong các di chỉ có niên đại trước đó.
Khi Từ Húc Sinh lần đầu phát hiện ra di chỉ Nhị Lý Đầu, ông khẳng định đó là Bạc, thủ đô đầu tiên của triều Thương dưới thời vua Thang trong thư tịch cổ. Từ cuối thập niên 1970, giới khảo cổ học Trung Quốc tập trung vào nghiên cứu mối liên hệ giữa văn hóa Nhị Lý Đầu và triều Hạ. Việc triều Thương lật đổ triều Hạ trong thư tịch cổ được các tác giả khác nhau xác định tương ứng với mốc kết thúc của mỗi một trong số 4 thời kỳ. Hạ Thương Chu đoạn đại công trình xác định toàn bộ bốn thời kỳ của văn hóa Nhị Lý Đầu là văn hóa triều Hạ, và việc xây dựng thành Yển Sư có tường bao bọc là mốc triều Thương thành lập. Các học giả khác, đặc biệt là ở bên ngoài Trung Quốc, chỉ ra việc thiếu một bằng chứng vững chắc cho nhận định như vậy, và cho rằng sự tập trung vào ghi chép sử học của khảo cổ học Trung Quốc là sự hạn chế thái quá.